# Thuban
Thuban, cunoscută și după denumirea Bayer ca Alpha Draconis (α Draconis, α Dra) este o stea (sau sistem stelar) în constelația Dragonul. O stea relativ  greu de observat pe cerul noapții din emisfera nordică, are importanță istorică deoarece a fost steaua polului nord în timpurile antice. Thuban este un cuvânt arab cu sensul de șarpe- ثعبان   thuʿbān.
Chiar dacă Johann Bayer i-a dat stelei Thuban denumirea Alpha, magnitudinea sa aparentă de 3,65 este de 3,7 ori mai mică decât a celei mai strălucitoare stele din constelație, Gamma Draconis (Eltanin), a cărui magnitudine aparentă este 2,24.